# Hockey sur glace Dunkerque
Die Corsaires de Dunkerque (offizieller Name: Hockey sur glace Dunkerque, dt.: Dunkerque Eishockey) sind eine französische Eishockeymannschaft aus Dunkerque, welche 1970 gegründet wurde und seit der Saison 2010/11 in der Division 1, der zweithöchsten französischen Eishockeyliga, spielt.

## Geschichte
Die Mannschaft wurde 1970 gegründet. In der Saison 1992/93 nahmen die Corsaires de Dunkerque erstmals an der höchsten französischen Eishockeyspielklasse teil, in der sie in den folgenden Jahren mehrfach vertreten waren, zuletzt in der Saison 2004/05. Nachdem die Mannschaft in der Folgezeit in die drittklassige Division 2 zurückversetzt wurde, gelang ihr in der Saison 2010/11 der Gewinn des Meistertitels der Division 2 gegen den Lyon Hockey Club und somit der Aufstieg in die zweitklassige Division 1.

## Bekannte ehemalige Spieler
- Karl Dewolf
- François Rozenthal
- Maurice Rozenthal